# Ruggero Ruggeri
Ruggero Ruggeri (14 de noviembre de 1871 - 20 de julio de 1953) fue un actor teatral y cinematográfico de nacionalidad italiana.

## Biografía
Nacido en Fano, Italia, se formó con Ermete Novelli y Claudio Leigheb, y representó la ruptura con la interpretación histriónica del siglo XIX, a la que contraponía una rigurosa sobriedad interpretativa acompañada, en ocasiones, de una cierta estilización del gesto. La profundidad y el color de la voz de Ruggeri son historia del teatro italiano. 
Fueron célebres sus interpretaciones de los personajes de Angelo en El placer de la honradez (1917), de Pirandello y Aligi en La figlia di Jorio, de Gabriele D'Annunzio, obra que fue el primero en interpretar, y que retomó después de treinta años en los escenarios en el Teatro Argentina de Roma en octubre de 1934, en una función dirigida por Luigi Pirandello con la ayuda de Guido Salvini, con Marta Abba como primera actriz y con decorados y vestuario de Giorgio De Chirico; pero especialmente destacados fueron varios personajes atormentados de dramas de Luigi Pirandello, como fue el caso de sus obras Tutto per bene (1920) y  Enrique IV, de la que fue a menudo primer actor.
Como primer intérprete tuvo la oportunidad de trabajar junto a las mayores actrices del momento, como fue el caso de Emma Gramatica, Marta Abba, Lyda Borelli y Wanda Capodaglio, y su fama se extendió al extranjero, por donde hizo una exitosa gira.
Sin abandonar totalmente el entorno teatral, Ruggeri se dedicó también al cine. Entre las películas que interpretó destacan La vedova, adaptación de la novela de Renato Simoni, I promessi sposi, en el papel del Cardenal Borromeo, y Sant'Elena, piccola isola (1943), en la que daba vida a un patético Napoleón Bonaparte. Además, prestó voz al crucifijo en los filmes Don Camillo (1952) y Il ritorno di Don Camillo (1953).
Ruggero Ruggeri falleció en Milán, Italia, en 1953.

## Filmografía
- Il principe dell'impossibile, dirigida por Augusto Genina (1919)
- Papà Lebonnard, dirigida por Jean de Limur (1939)
- La vedova, dirigida por Goffredo Alessandrini (1939)
- Il documento, dirigida por Mario Camerini (1939)
- Una lampada alla finestra, dirigida por Gino Talamo (1940)
- I promessi sposi, dirigida por Mario Camerini (1941)
- Se non son matti non li vogliamo, dirigida por Esodo Pratelli (1941)
- Quarta pagina, dirigida por Nicola Manzari (1942)
- Sant'Elena, piccola isola, dirigida por Umberto Scarpelli y Renato Simoni (1943)
- Vanità, dirigida por Giorgio Pastina (1946)